# Bruno Peinado
 (février 2019).

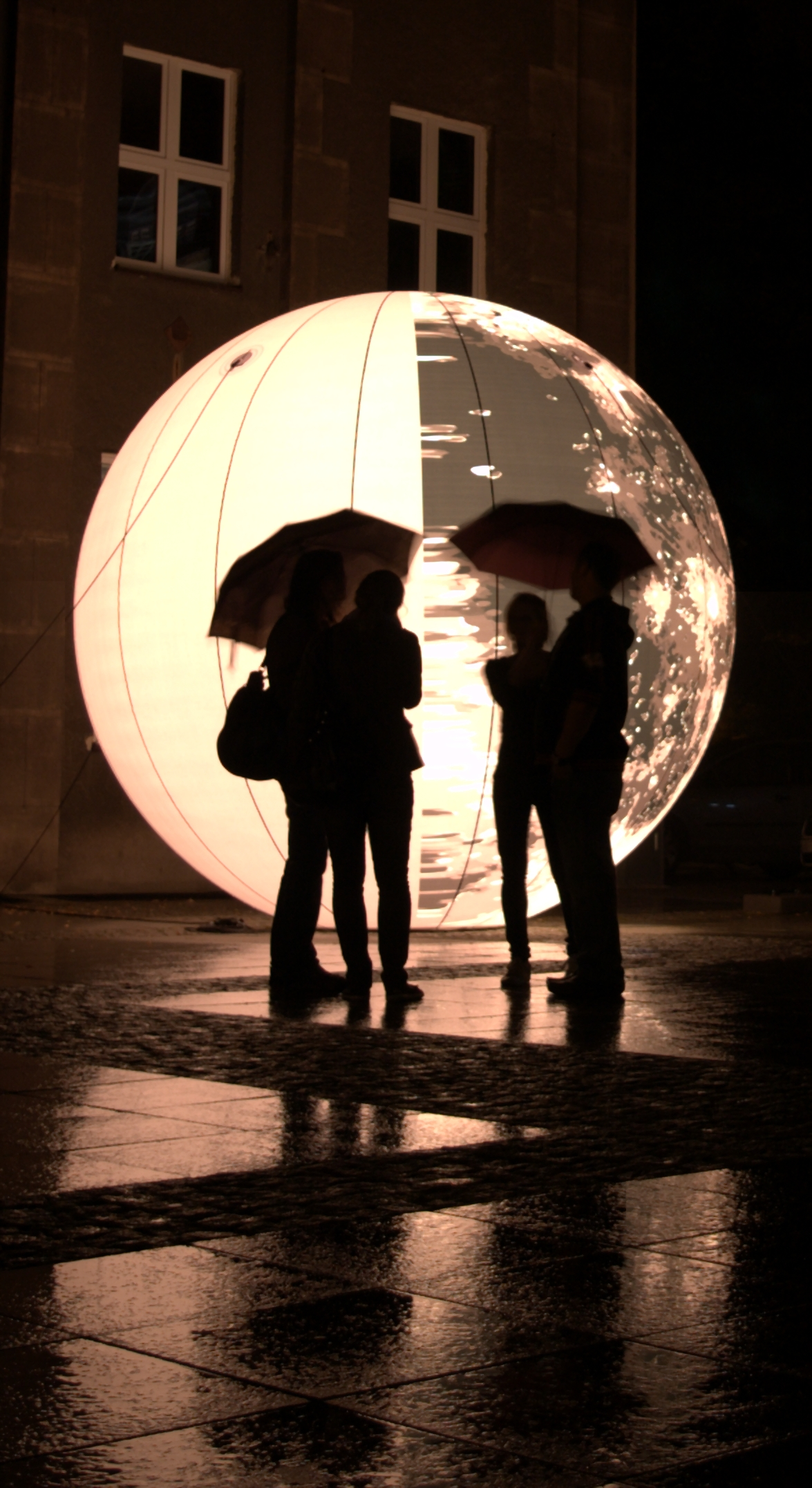
Bruno Peinado, Untitled, Globule Ubiquity Vibrations, International Light Festival Skyway 2009, Toruń

Bruno Peinado est un artiste plasticien français né le 21 août 1970 à Montpellier.

## Biographie
Selon l'historienne d'art Bénédicte Ramade, Bruno Peinado se fait remarquer en 2000 en détournant le bonhomme Michelin avec une œuvre intitulée The Big One World, où le Bibendum est noir. L'artiste affirme ainsi que son « travail consiste aussi à redessiner les archétypes de la culture occidentale ».
Peinado pourrait être comparé à[Par qui ?] un disc-jockey avec son utilisation continue d'échantillonneurs, smileys, boules à facettes, surf et planches à roulettes, Tetris ou Rubik Cube ; telles sont les images récurrentes dans ses œuvres. Son bootleg session type de propositions[pas clair] fait également référence à la pop, minimaliste et suprématisme art. En tournant ces images désormais emblématiques à travers la juxtaposition, ils deviennent parties de quelque chose de nouveau, faisant une sorte d'un système organique complexe, un monde parallèle au sein de l'espace d'exposition, un peu comme un globe de neige secoué par la météo artificielle dans un paysage autonome. Œuvres multidirectionnelles de Peinado commentaires sur l'autre, autant que la culture pop fait avec lui-même, et même la sculpture ou une image simple peut tenir une grande variété de significations dans ses mains. Par exemple, un de ses meilleurs morceaux connus, One Big mondiale de 2001, représentant un bonhomme Michelin posant comme une panthère noire, a parlé des employés de tir que l'entreprise se dirigeait à l'époque. D'autre part, en tournant le caractère blanc dans un noir, Peinado reconnaître la couleur réelle des pneus et le fait que les entreprises internationales auraient jamais un Africain originaire l'homme qui les représente.
Son croisement des idées et des formes décrire un récit interne dont les significations sont pas toujours clair pour les téléspectateurs, les laissant libres d'interpréter les paysages oniriques de Peinado. Travailler son collage -comme assemblages, fortement influencée par la conception graphique de copier-coller, l'artiste souligne le manque de pureté culturelle dans la société interconnecté d'aujourd'hui. Pourtant, même à travailler avec visuels clichés et de slogans, Peinado essaie de les encapsuler dans une telle façon qu'ils deviennent siens. Dans des pièces comme Révolution Speedy (2006), un tournant sculpture végétale comme, ou Good Stuff (2004), une structure faite de cartes à jouer surdimensionnés inspirés par Charles et Ray Eames 1,952 morceau de, et amérindiennes dreamcatchers comme Sadley (2006) , Peinado exprime sa propre expérience de vie personnelle et l'esprit de son temps à travers le processus d'assemblage, la fabrication d'éléments disparates semblent appartenir ensemble. Ces pièces peuvent évoquer la dynamique de création lui-même, et de la façon dont certaines des idées et des images se transforment en fixations personnelles et commentaire social.

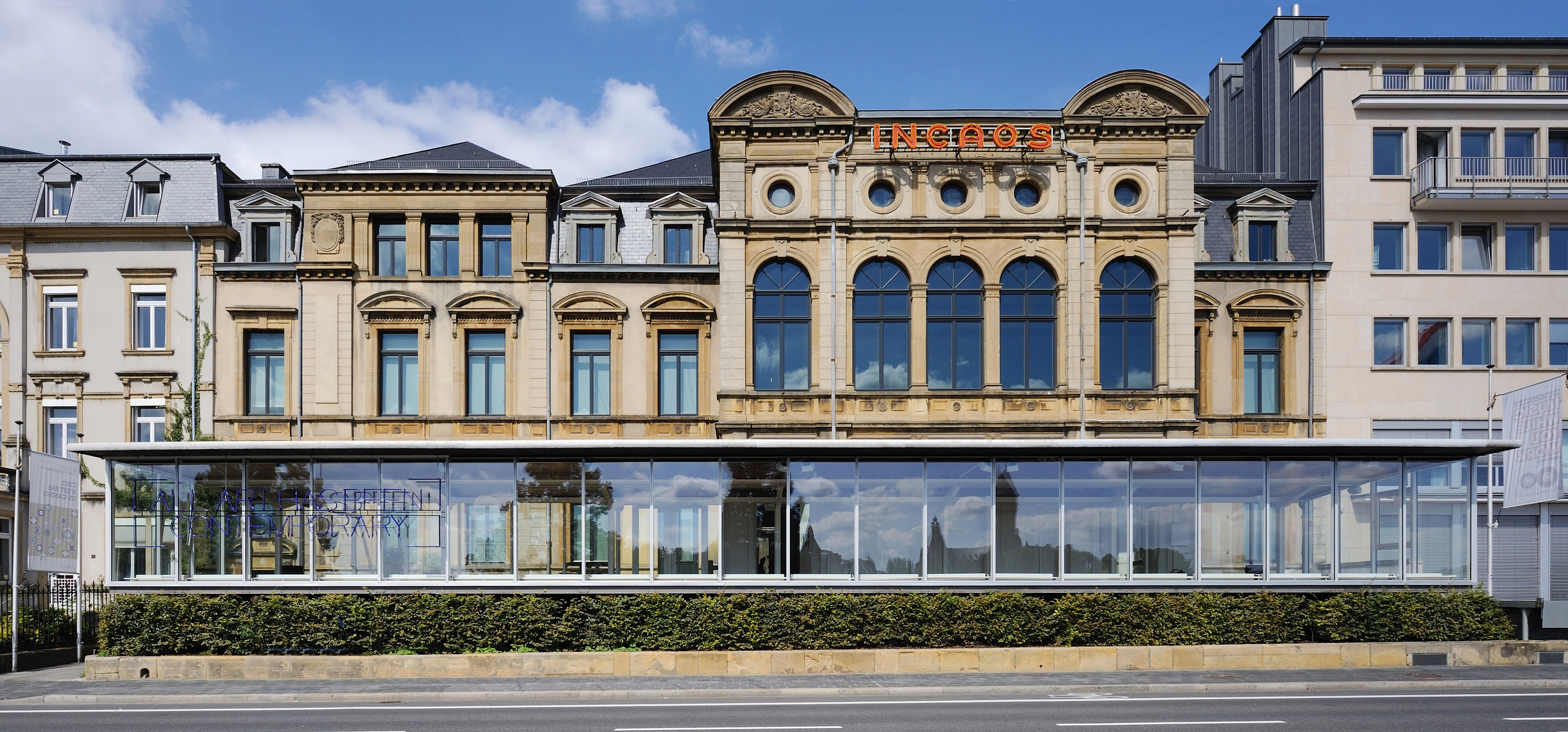
Casino INCAOS, Casino Luxembourg - Forum d'art contemporain

Comme certains souvenirs frappé notre cerveau à plusieurs reprises, quelques images de Peinado reviennent obsessionnelle. La boule disco a pris dans ses mains la forme d'un crâne (Vanityflightcase), un cheval de Troyan, 2004, ou une bétonnière tournant, montrant comment notre cerveau peut manipuler une pensée avec des résultats différents et inattendus. De plus, beaucoup de ses pièces apparaissent à plusieurs reprises dans différentes expositions au fil des années, une réclamation contre la tyrannie de la nouveauté. L'interminable boucle dans laquelle l'histoire ou une publicité collant Jingle vient encore et encore, de structurer et nourrir notre esprit, est exposée dans ses expositions.
Sur un plan formel, les surfaces attractives et très finis hyper des œuvres de Peinado jouent contre la réalité que son art est en effet fabriqué à la main, et offre une sorte de pop spin sur le processus artistique dans un monde de fabrication commerciale, la production de masse et de la illusion de la perfection. Dans Silence is Sexy (2006), une sphère métallique apparente est en fait un ballon gonflable. Et en Californie Custom Game Over (2006), une série de minimal-art inspirées parallélépipèdes sont écrasés sur un côté;  tandis que les fissures sur les surfaces cristallines de Black Flag (2008), de créer une sorte de beauté sur le chaos.

## Expositions
- Perpetuum Mobile, Palais de Tokyo, Paris, 2004
- Il faut reconstruire l'Hacienda, 21 mai-16 octobre 2016, musée régional d'art contemporain Occitanie/Pyrénées-Méditerranée, Sérignan
- Sans titre, Silence is Sexy, La Force de l'art, Grand Palais, 2009[5]
- HubHug Sculpture Project[6], 40mcube HubHug, Liffré, 2017. Commissariat : 40mcube